# Helenów (powiat węgrowski)
Helenów – wieś w Polsce położona w województwie mazowieckim, w powiecie węgrowskim, w gminie Wierzbno. Ma status sołectwa.
Wierni Kościoła rzymskokatolickiego należą do parafii św. Apostołów Piotra i Pawła w Wierzbnie.
W latach 1975–1998 miejscowość należała administracyjnie do województwa siedleckiego.